# Condado de Telfair
El condado de Telfair (en inglés: Telfair County), fundado en 1807, es uno de 159 condados del estado estadounidense de Georgia. En el año 2000, el condado tenía una población de 11 794 habitantes y una densidad poblacional de 10 personas por km². La sede del condado es McRae. El condado recibe su nombre por Edward Telfair.

## Geografía
Según la Oficina del Censo, el condado tiene un área total de 1150 km² (444 mi²), de la cual 1142 km² (440,9 mi²) es tierra y 8 km² (3,1 mi²) (0.67%) es agua.

### Condados adyacentes
- Condado de Wheeler (noreste)
- Condado de Jeff Davis (sureste)
- Condado de Coffee (sur)
- Condado de Ben Hill (suroeste)
- Condado de Wilcox (suroeste)
- Condado de Dodge (noroeste)

## Demografía
Según el censo de 2000, había 11 794 personas, 4140 hogares y 2873 familias residiendo en la localidad. La densidad de población era de 10 hab./km². Había 5083 viviendas con una densidad media de 4 viviendas/km². El 59.71% de los habitantes eran blancos, el 38.44% afroamericanos, el 0.03% amerindios, el 0.20% asiáticos, el 0.01% isleños del Pacífico, el 1.16% de otras razas y el 0.47% pertenecía a dos o más razas. El 1.82% de la población eran hispanos o latinos de cualquier raza.
Los ingresos medios por hogar en la localidad eran de $26 097, y los ingresos medios por familia eran $32 513. Los hombres tenían unos ingresos medios de $26 444 frente a los $19 970 para las mujeres. La renta per cápita para el condado era de $14 197. Alrededor del 21.20% de la población estaban por debajo del umbral de pobreza.

## Transporte

### Principales carreteras
- US 23
- US 280
- US 319
- US 441
- US 341
- SR 132
- SR 165
- SR 117
- SR 149
- SR 165
- SR 134
- SR 30
- SR 27
- SR 27

## Localidades
- Helena
- Jacksonville
- Lumber City
- McRae
- Scotland
- Milan